# Centrolene quindianum
"Centrolene" quindianum
Espèce
Statut de conservation UICN

 VU D2 : Vulnérable
"Centrolene" quindianum est une espèce d'amphibiens de la famille des Centrolenidae. Depuis la redéfinition du genre Centrolene, il est évident que C. quindianum n'appartient pas à ce genre mais aucun autre genre n'a pour l'instant été proposé de manière formelle.

## Répartition
Cette espèce est endémique de Colombie. Elle se rencontre dans les départements de Cauca, de Risaralda et de Quindío de 1 900 à 2 050 m d'altitude sur le versant Ouest de la cordillère Centrale.

## Description

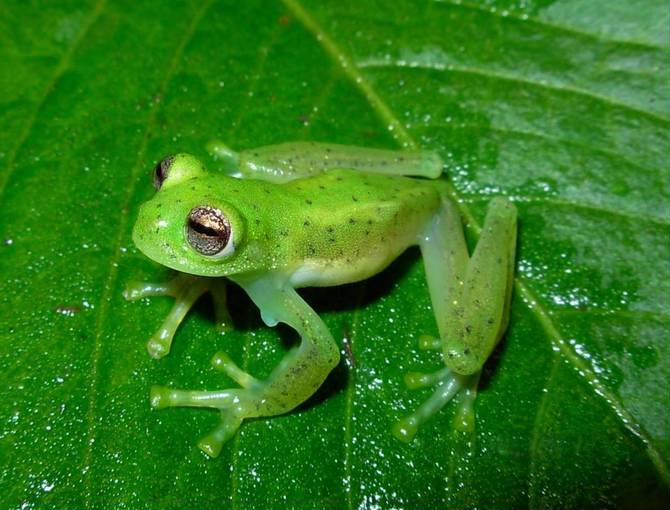
"Centrolene" quindianum

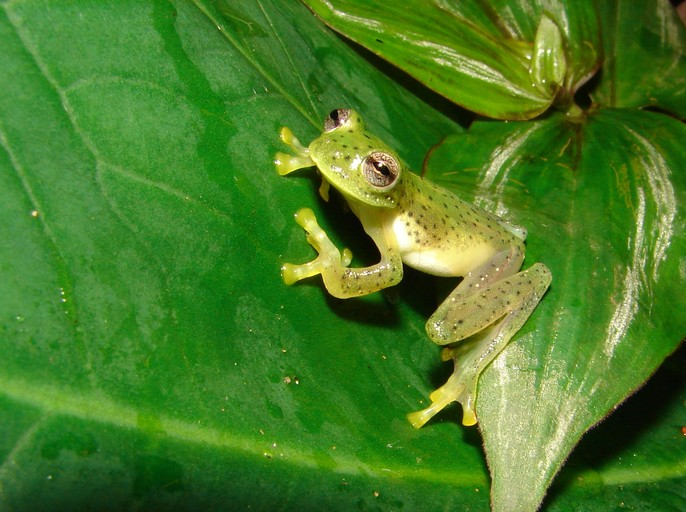
"Centrolene" quindianum

Les mâles mesurent de 24,0 à 26,6 mm et les femelles de 24,6 à 24,9 mm.

## Publication originale
- Ruiz-Carranza & Lynch, 1995 : Ranas Centrolenidae de Colombia VIII. Cuatro nuevas especies de Centrolene  de la Cordillera Central. Lozania, vol. 65, p. 1-16.